# Споразум Адамс–Онис
Споразум Адамс–Онис (енгл. Adams–Onís Treaty, шп. Tratado de Adams-Onís) познат и као Трансконтинентални уговор, Споразум о купопродаји Флориде или Уговор о Флориди. То је споразум између Сједињених Америчких Држава и Шпаније 1819. године којим је Флорида уступљена САД и тиме је дефинисана граница између САД и Нове Шпаније. Решило је стални гранични спор између две земље и сматрало се тријумфом америчке дипломатије. Настао је усред све већих тензија везаних за територијалне границе Шпаније у Северној Америци против САД и Уједињеног Краљевства након америчке револуције и током Латиноамеричких ратова за независност.
Флорида је постала терет Шпанији, која није могла да приушти слање насељеника или гарнизона, па је шпанска влада одлучила да уступи територију САД у замену за решавање граничног спора дуж реке Сабине у шпанском Тексасу. Уговором је утврђена граница америчке територије до Тихог океана, а у замену за то су САД платиле шпанској влади укупни износ од пет милиона долара и одустале од потраживања делова шпанског Тексас западно од реке Сабине и других шпанских подручја.
Уговор је остао на снази само 183 дана: од 22. фебруара 1821. до 24. августа 1821, када су шпански војни званичници потписали Кордобски уговор којим су признали независност Мексика. Уговор о ограничењу између Мексика и САД, потписан је 1828. године, а ступио је на снагу 1832. године. Он је признао границу дефинисану Уговором Адамс-Онис као границу између две државе.

## Историја
Уговор Адамс – Онис преговарали су Џон Квинси Адамс, државни секретар америчког председника Џејмса Монроа и шпански „опуномоћени министар“ (дипломатски изасланик) Луис де Онис, за време владавине краља Фернанда VII.

### Флорида
Шпанија је дуго одбацивала америчке покушаје да купи Флориду. Али, Шпанија се суочила са забрињавајућом колонијалном ситуацијом у којој је уступање Флориде имало смисла. Шпанија је била исцрпљена Шпанским ратом за независност (1807–1814) против Наполеона у Европи и требало је да обнови свој кредибилитет и присуство у својим колонијама. Револуционари у Централној Америци и Јужној Америци водили су ратове за независност од 1810. године. Шпанија није била вољна да даље инвестира на Флориди, на коју су насрнули амерички насељеници, и бринула се због границе између Нове Шпаније (великог подручја укључујући данашњи Мексико, Централну Америку и већи део садашњих западних држава САД) и Сједињених Америчких Држава. Са мањим војним присуством на Флориди, Шпанија није успела да обузда семинолске ратнике (домородачка пчемена) који су рутински прелазили границу и упадали у америчка села и на њихове фарме, као и штитити робове који су прешли на Флориду од власника робова и трговаца са југа САД.
Током борби са одбеглим афроамеричким робовимаи америчким домороцима у Џорџији током Првог семинолског рата, амерички генерал Ендру Џексон прогонио их је на шпанску Флориду. Да би спречила Семиноле са седиштем на Источној Флориди да упадају у насеља Џорџије и нуде уточишта одбеглим робовима, америчка војска је све чешће упадала на шпанску територију. То је укључивало кампању Ендруа Џексона 1817–1818. године која је постала позната као Први Семинолски рат, након чега су САД преузеле контролу над североисточном Флоридом.
Шпанија је затражила британску интервенцију, али Лондон је одбио да помогне Шпанији у преговорима. Одређени људи из кабинета председника Монроа захтевали су Џексонову хитну смену због инвазије на Флориду, али Адамс је схватио да је његов успех САД дао повољан дипломатски положај. Адамс је могао да преговара о врло повољним условима.

### Лузијана
Наполеон је одлучио да прода целу Луизијану коју је Француска добила од Шпаније само две године раније путем Споразума из Илдефонса (Луизијана је била шпанска колонија од 1762. године), с обзиром да је Хаити прогласио независност од Француске што је онемогућавало Француској да обезбеди добру одбрану Луизијане од могуће инвазије Британаца. Наполеон се онда одлучио да прода колонију САД јер није хтео да ризикује да је изгуби од Енглеза. Територија САД је готово удвостручена и створен је основ за ширење на запад ка Тихом океану.
Између Сједињених Америчких Држава и Шпаније дошло је до неслагања око америчке куповине Луизијане и њених граница. Испрва су Шпанци веровали да су Американци стекли само западну обалу Мисисипија и града Њу Орлеанса, док су Американци веровали да су као резултат куповине стекли земљу западно од Мисисипија све до Континенталног развођа Америке. Сједињене Државе су тада ограничиле своја потраживања на западу на реку Сабин, док је Шпанија сматрала прихватљивијом границу дуж реке Аројо Хондо.

## Детаљи договора
Уговор, који се састојао од 16 чланова, потписали су у канцеларији Адамсовог Стејт департмента у Вашингтону 22. фебруара 1819. године Џон Квинси Адамс, амерички државни секретар и Луис де Онис, шпански министар. Ратификација је одложена за две године, јер је Шпанија желела да искористи уговор као подстицај да спречи Сједињене Америчке Државе да дају дипломатску подршку револуционарима у Јужној Америци. Чим је уговор потписан, амерички Сенат га је једногласно ратификовао, али због одуговлачења Шпаније била је потребна нова ратификација и овог пута је било примедби. Хенри Клеј и други западни портпароли захтевали су да се Шпанија одрекне Тексаса. Овај предлог није подржан од Сената. Након што је Шпанија ратификовала уговор 24. октобра 1820. године, то је учионио и амерички Сенат  19. фебруара 1821. Уговор је проглашен 22. фебруара 1821, две године након потписивања.
САД су добиле власништво над шпанском Флоридом. За САД уговор је значио да сада могу да полажу право на територију западно од Мисисипија све до Тихог океана. САД су се одрекле сопствених потраживања над деловима Тексаса западно од реке Сабине и другим шпанским областима. Шпанија је, захваљујући уговору, задржала своје колоније у Тексасу и створила тампон зону између поседа у Калифорнији и Новом Мексику и територије САД.